# Malmbäcks IF Bandy
Malmbäcks IF är en bandyklubb i Sverige. A-lag spelar sina matcher i Division 1 i Stinsen Arena. Malmbäcks IF har sin verksamhet inom Smålands bandyförbunds distrikt.